# Евтидем II
Евтидем II (греч. Πλάτων; д/н — ок. 178 год до н. э.) — царь Греко-Бактрийской державы 190 до н. э. — около 178 до н. э. из династии Евтидемидов.

## Биография
Евтидем происходил из династии Евтидемидов, его отцом был Деметрий I. Данных про жизнь Евтидема II сохранилось мало. Известно, что ок. 190-185 года до н. э. стал соправителем отца в Бактрии. Впрочем его функции были чисто номинальными, учитывая молодой возраст, о чем свидетельствуют изображения на монетах.
После смерти Деметрия I около 180 года до н. э. разделил с братьями его государство, получив Бактрию, Согдиану, Маргиану и Арию. В это время были налажены торговые и культурные связи с китайской династией Хань. При Евтидеме на монетном дворе в Бактрах впервые стали чеканить медно-никелевые монеты.
Самостоятельно царил недолго: от 1 до 2 лет (до около 179/178 до н. э.). Причины смерти неизвестны. Либо он погиб в результате каких-то волнений (возможно, их организовал его брат Агафокл) или умер естественной смертью. Власть унаследовал другой сын Деметрия I — Агафокл.